# Freiherr-vom-Stein-Schule
Nach Heinrich Friedrich Karl vom Stein (1757–1831) sind zahlreiche Schulen benannt:
- Grundschule Freiherr-vom-Stein (Bad Ems)
- Freiherr-vom-Stein-Schule (Bad Salzdetfurth-Heinde)
- Freiherr-vom-Stein-Gymnasium (Berlin)
- Freiherr-vom-Stein-Gymnasium (Betzdorf/Kirchen)
- Freiherr-vom-Stein-Schule (Bochum), siehe Heinrich-Böll-Gesamtschule Bochum
- Freiherr-vom-Stein-Gymnasium (Bünde)
- Freiherr-vom-Stein-Schule (Eltville am Rhein)
- Freiherr-vom-Stein-Schule Eppstein
- Freiherr-vom-Stein-Schule (Frankfurt am Main)
- Freiherr-vom-Stein-Schule (Fulda)
- Freiherr-vom-Stein-Schule (Gifhorn)
- Freiherr-vom-Stein-Schule Europaschule Gladenbach
- Freiherr-vom-Stein-Gymnasium Hamm
- Freiherr-vom-Stein-Schule Hemer
- Freiherr-vom-Stein-Schule (Herbstein)
- Freiherr-vom-Stein-Schule (Hessisch Lichtenau)
- Freiherr-vom-Stein-Schule (Hünfelden-Dauborn)
- Freiherr-vom-Stein-Schule Immenhausen
- Freiherr-vom-Stein Grund- und Gemeinschaftsschule (Kiel)
- Freiherr-vom-Stein-Gymnasium (Kleve)
- Freiherr-vom-Stein-Schule (Krefeld)
- Freiherr-vom-Stein-Schule Lahnstein
- Freiherr-vom-Stein-Gymnasium Leverkusen
- Freiherr-vom-Stein-Gymnasium (Lünen)
- Freiherr-vom-Stein-Berufskolleg (Minden)
- Freiherr-vom-Stein-Gymnasium (Münster)
- Freiherr-vom-Stein-Schule (Neckarsteinach)
- Freiherr-vom-Stein-Schule Neumünster
- Freiherr-vom-Stein Oberschule (Nordhorn)
- Freiherr-vom-Stein-Gymnasium (Oberhausen-Sterkrade)
- Freiherr-vom-Stein-Gymnasium (Oldenburg in Holstein)
- Freiherr-vom-Stein-Gymnasium (Recklinghausen)
- Freiherr-vom-Stein-Schule (Remscheid)
- Freiherr-vom-Stein-Schule Rodgau-Dudenhofen
- Freiherr-vom-Stein-Schule Gymnasium Rösrath
- Freiherr-vom-Stein-Gymnasium (Weferlingen)
- Freiherr-vom-Stein-Schule (Wetzlar)
- Freiherr-vom-Stein-Schule (Wiesbaden-Biebrich)
- Freiherr-vom-Stein-Schule (Wilhelmshaven)